# Super ShowDown (2019)
Super ShowDown (2019) – gala wrestlingu wyprodukowana przez federację WWE dla zawodników z brandów Raw, SmackDown i 205 Live. Odbyła się 7 czerwca 2019 w King Abdullah International Stadium w Dżuddzie w Arabii Saudyjskiej. Emisja była przeprowadzana na żywo za pośrednictwem WWE Network oraz w systemie pay-per-view. Była to druga gala w chronologii cyklu Super ShowDown.
Na gali odbyło się dziesięć walk, w tym jedna podczas pre-show. W walce wieczoru, The Undertaker pokonał Goldberga w ich pierwszej walce pomiędzy mini. W innych ważnych walkach, Seth Rollins pokonał Barona Corbina i obronił Universal Championship, Shane McMahon pokonał Romana Reignsa oraz Kofi Kingston pokonał Dolpha Zigglera broniąc WWE Championship. Na gali odbył się też największy Battle Royal w historii WWE w którym brało udział 51 uczestników chociaż pierwotnie miało być ich 50. Battle Royal wygrał Mansoor.

## Produkcja
Super ShowDown oferowało walki profesjonalnego wrestlingu z udziałem wrestlerów należących do brandów Raw i SmackDown. Oskryptowane rywalizacje (storyline’y) kreowane są podczas cotygodniowych gal Raw i SmackDown Live. Wrestlerzy są przedstawieni jako heele (negatywni, źli zawodnicy i najczęściej wrogowie publiki) i face’owie (pozytywni, dobrzy i najczęściej ulubieńcy publiki), którzy rywalizują pomiędzy sobą w seriach walk mających budować napięcie. Kulminacją rywalizacji jest walka wrestlerska lub ich seria.

### Rywalizacje
13 maja 2019 ogłoszono walkę pomiędzy Goldbergiem i The Undertakerem na Super ShowDown, co oznaczało pierwszą walkę jeden na jednego pomiędzy sobą. Ostatnia walka Goldberga miała miejsce na WrestleManii 33 w kwietniu 2017 roku.
13 maja ogłoszono również walkę pomiędzy Triple H’em a Randym Ortonem. Promocja wyemitowana podczas odcinka SmackDown 21 maja, podsumowująca różne rywalizacje tej dwójki, które pierwotnie rozpoczęły się w 2004 roku, kiedy Orton wygrał (teraz nieaktywny) World Heavyweight Championship, w wyniku czego Triple H zwrócił się przeciwko niemu i wyrzucił go ze stajni Evolution.
Również 13 maja ogłoszono 50-osobowy Battle Royal, będący największym standardowym battle royalem w historii WWE.
Walks pomiędzy Braunem Strowmanem i Bobbym Lashleyem została ogłoszona 18 maja. 3 czerwca na odcinku Raw, Strowman i Lashley wzięli udział w siłowaniu się na rękę, w którym Strowman wygrał, po czym Lashley zaatakował Strowmana Running Powerslamem.
15 kwietnia na odcinku Raw, Andrade pokonał Intercontinental Championa Finna Bálora w non-title matchu. Bálor został następnie przeniesiony na SmackDown następnej nocy podczas Superstar Shake-up. Andrade wraz ze swoją menedżerką Zeliną Vegą zostali następnie przeniesieni z powrotem do SmackDown w następnym tygodniu, a zarówno Bálor, jak i Andrade wzięli udział w męskim Money in the Bank ladder matchu podczas gali o tej samej nazwie, w której obaj walczyli ze sobą. ostatecznie przegrali walkę. Później ogłoszono, że Bálor będzie bronić Intercontinental Championship przeciwko Andrade na Super ShowDown.
16 kwietnia na odcinku SmackDown, dyrektor generalny WWE Vince McMahon przedstawił Eliasa jako "największe przejęcie w historii SmackDown". Obaj zostali następnie przerwani przez Romana Reignsa, który zaatakował Eliasa i wykonał superman puch na Mr. McMahonie. W następnym tygodniu Shane McMahon wyzwał Reignsa do walki o zaatakowanie jego ojca. Reigns wyszedł i został zaatakowany od tyłu przez Eliasa, który asystował Shane’owi w pokonaniu Reignsa. Elias następnie wyzwał Reignsa na walkę na Money in the Bank, a Reigns przyjął wyzwanie. Walkę po ośmiu sekundach wygrał Reigns. 20 maja na odcinku Raw, Reigns, który pojawił się dzięki zasadzie dzikiej karty, został przerwany przez Shane’a, który wciąż był zaniepokojony atakiem Reignsa na swojego ojca. Reigns następnie wyzwał Shane’a na pojedynek na Super ShowDown, który Shane zaakceptował.
21 maja na odcinku SmackDown, Dolph Ziggler, który był nieaktywny od styczniowej gali Royal Rumble, niespodziewanie powrócił i zaatakował Kofiego Kingstona. Ziggler, który pojawił się na zasadzie dzikiej karty, wyjaśnił później, że to on powinien dostać szansę na WrestleManii 35 i wygranie WWE Championship zamiast Kingstona. Następnie stwierdził, że pokona Kingstona o tytuł na Super ShowDown, a ich walka została oficjalnie ogłoszona.
Na Money in the Bank, Seth Rollins obronił Universal Championship przeciwko AJ Stylesowi. Następnej nocy na Raw, Baron Corbin obraził się, że Styles zdobył szansę na ten tytuł, mimo że Corbin wcześniej pokonał Rollinsa w Tag Team matchu. W następnym tygodniu Styles miał wziąć udział w Fatal 4-Way matchu o kolejną okazję na tytuł przeciwko Rollinsowi na Super ShowDown, ale nadal nie mógł walczyć z powodu kontuzji odniesionej w walce na Money in the Bank i został zastąpiony przez Corbina, który zaatakował Stylesa. Następnie Corbin pokonał Brauna Strowmana, Bobby’ego Lashleya i The Miza w Fatal 4-Way Elimination matchu, aby zdobyć walkę o tytuł.
Na Money in the Bank, gdy Lucha House Party (Kalisto, Gran Metalik i Lince Dorado) wyszli na walkę, zostali losowo zaatakowani przez Larsa Sullivana i walka nigdy się nie odbyła. Następnej nocy na odcinku Raw, gdy Sullivan miał zostać przesłuchany w związku z incydentem, Lucha House Party przerwała i zaatakowała Sullivana, który odparł ich. 3-on-1 Handicap match z udziałem Sullivana przeciwko Lucha House Party został następnie zaplanowany na Super ShowDown.
Po przeniesieniu na Raw w Superstar Shake-up, The Usos (Jey Uso i Jimmy Uso) rozpoczęli rywalizację z The Revival (Scott Dawson i Dash Wilder), gdzie The Usos wielokrotnie wprawiali Revival w zakłopotanie. Dwie drużyny zmierzyły się 20 maja na odcinku Raw, gdzie The Revival zwyciężyło. Kolejna walka została następnie zaplanowana na Super ShowDown Kickoff.

## Wyniki walk
| Nr                                                                   | Wyniki                                                                                                   | Stypulacje                                        | Czas  |
| -------------------------------------------------------------------- | --- | ------------------------------------------------- | ----- |
| 1P                                                                   | The Usos (Jey Uso i Jimmy Uso) pokonali The Revival (Scotta Dawsona i Dasha Wildera)                     | Tag Team match                                    | 7:15  |
| 2                                                                    | Seth Rollins (c) pokonał Barona Corbina                                                                  | Singles match o WWE Universal Championship        | 11:15 |
| 3                                                                    | "The Demon" Finn Bálor (c) pokonał Andrade                                                               | Singles match o WWE Intercontinental Championship | 11:35 |
| 4                                                                    | Shane McMahon pokonał Romana Reignsa                                                                     | Singles match                                     | 9:15  |
| 5                                                                    | Lars Sullivan pokonał Lucha House Party (Grana Metalika, Kalisto i Lince’a Dorado) przez dyskwalifikację | 3-on-1 Handicap match                             | 5:15  |
| 6                                                                    | Randy Orton pokonał Triple H’a                                                                           | Singles match                                     | 25:45 |
| 7                                                                    | Braun Strowman pokonał Bobby’ego Lashleya                                                                | Singles match                                     | 8:20  |
| 8                                                                    | Kofi Kingston (c) (z Xavierem Woodsem) pokonał Dolpha Zigglera                                           | Singles match o WWE Championship                  | 10:15 |
| 9                                                                    | Mansoor wygrał eliminując ostatniego Eliasa                                                              | 51-osobowy Battle Royal                           | 17:58 |
| 10                                                                   | The Undertaker pokonał Goldberga                                                                         | Singles match                                     | 9:35  |
| (c) – mistrz/mistrzyni przed walkąP – walka miała miejsce w pre-show | |                                                   |       |

Uwagi
1. ↑  Kolejność eliminacji: EC3, Sunil Singh, Samir Singh, Karl Anderson, Eric Young, Humberto Carrillo, Mike Kanellis, Luke Gallows, Heath Slater, Curtis Axel, Oney Lorcan, Akira Tozawa, Bo Dallas, No Way Jose, Mojo Rawley, The Brian Kendrick, Drew Gulak, Tony Nese, Tucker, Akam, Rezar, Ivar, Erik, Titus O’Neil, Buddy Murphy, Shelton Benjamin, Zack Ryder, Curt Hawkins, Chad Gable, Apollo Crews, Jinder Mahal, Otis, Xavier Woods, Rowan, Jey Uso, Jimmy Uso, Dash Wilder, Scott Dawson, Matt Hardy, Cedric Alexander, Shinsuke Nakamura, Sin Cara, Rusev, Robert Roode, The Miz, Samoa Joe, Ali, Ricochet i Cesaro.